# José Torres (ciclista)
José Torres P. (16 de julho de 1889, data de morte desconhecida) foi um ciclista chileno que participou em dois eventos nos Jogos Olímpicos de Estocolmo 1912.